# Université Mount Allison
Pour les articles homonymes, voir Allison.
L'Université Mount Allison (en anglais : Mount Allison University) est une université publique canadienne située à Sackville, dans la province du Nouveau-Brunswick.

## Histoire
L'établissement a été fondé en 1839.

## Anciens enseignants et étudiants renommés
- Michael de Adder, caricaturiste et dessinateur.
- John Buchanan (1931-2019), premier ministre de Nouvelle-Écosse, sénateur, avocat
- Catherine Callbeck (1939-), premier ministre de l'Île-du-Prince-Edouard
- Cuthbert Sebastian (1921-1996), gouverneur général de Saint-Christophe-et-Niévès
- Herménégilde Chiasson (1946-), lieutenant-gouverneur du Nouveau-Brunswick
- Alex Colville (1920-2013), artiste-peintre
- Henry Emmerson (1853-1914), premier ministre du Nouveau-Brunswick
- Ian Hanomansing (1961-), journaliste
- Angus MacLean (1914-2000), premier ministre de l'Île-du-Prince-Edouard
- Muriel McQueen Fergusson (1899-1997), présidente du Sénat du Canada
- Edmund William George (1908-1963), homme politique
- John Grew (1940-), organiste, professeur à l'Université McGill
- Daniel Lionel Hanington (1835-1909), premier ministre du Nouveau-Brunswick
- John Peters Humphrey (1905-1995), avocat
- Abner Reid McClelan (1831-1917), lieutenant-gouverneur du Nouveau-Brunswick
- Clifford William Robinson (1866-1944), premier ministre du Nouveau-Brunswick
- Alexander Rogers (1842-1933), homme politique canadien
- Henry Powell (1855-1930), avocat et homme politique
- Scott Simms (1970-), homme politique
- Daniel Theaker (1967-), compositeur
- Marilyn Trenholme Counsell (1933-), lieutenant-gouverneur du Nouveau-Brunswick, sénateur
- Richard Chapman Weldon (1849-1925), homme politique
- Josiah Wood (1843-1927), lieutenant-gouverneur du Nouveau-Brunswick

## Vie étudiante
La Compagnie de théâtre Tintamarre a été établie en 1982 pour favoriser l'apprentissage du français comme langue seconde à l'aide du théâtre.
Aurore Bourque, la première acadienne diplômée par l'université, était membre fondatrice du Cercle Français, un club destiné à favoriser l'apprentissage et l'utilisation de la langue française.